# Tropiduchodes coleopteratus
Tropiduchodes coleopteratus är en insektsart som beskrevs av Schmidt 1910. Tropiduchodes coleopteratus ingår i släktet Tropiduchodes och familjen Tropiduchidae. Inga underarter finns listade i Catalogue of Life.